# Gustavo Suárez Pertierra
Gustavo Suárez Pertierra (Cudillero, Astúries 1949) és un polític espanyol, que fou Ministre d'Educació i Ciència i Ministre de Defensa durant l'últim govern de Felipe González.

## Biografia
Va néixer el 1949 a la població de Cudillero, situada a Astúries. Va estudiar dret a la Universitat d'Oviedo, realitzant el doctorat a la Universitat de Valladolid i ampliant posteriorment els seus estudis a la Universitat de Múnic. El 1978 va obtenir la càtedra de dret canònic a la Universitat Complutense de Madrid, i per la seva formació ha esdevingut un especialista en dret constitucional i sobre les relacions església-estat.
L'any 2000 es va reintegrar a la Universitat Complutense de Madrid, esdevenint posteriorment professor de la Universitat Nacional d'Educació a Distància (UNED). Ha seguit treballant com a professor convidat en diverses universitats i el 2006 fou nomenat President del Reial Institut Elcano d'Estudis Internacionals i Estratègics i president del Patronat de la Fundació Ós d'Astúries.

## Activitat política
Amb la victòria del Partit Socialista Obrer Espanyol (PSOE) en les eleccions generals de 1982 fou nomenat Director General d'Assumptes Religiosos. El 1984 va accedir al càrrec de Sotssecretari del Ministeri de Defensa i Secretari d'Estat de Defensa.
El 1993 va ser designat per Felipe González Ministre d'Educació i Ciència, on va destacar al regular l'ensenyament religiós de conformitat amb el laïcisme que figurava en la Constitució espanyola de 1978 i que va provocar certs enfrontaments amb sectors de l'Església Catòlica. Va ocupar aquest càrrec fins al 1995, moment en el qual fou nomenat Ministre de Defensa.
En les eleccions generals de 1996 fou escollit diputat al Congrés per la circumscripció d'Astúries, esdevenint vocal de les comissions de Defensa, abandonant la política activa l'any 2000.